# Гемолітична анемія
Гемолітична анемія (лат. Anaemia haemolytica від давньогрецької Αἷμα — «кров», λύσις — «руйнування», розчинення і анемія) — групова назва захворювань, загальною ознакою яких є посилене руйнування еритроцитів, що обумовлює, з одного боку, анемію і підвищене утворення продуктів розпаду еритроцитів, з іншого боку — реактивно посилений еритропоез.

## Ознаки та симптоми
Загальні ознаки анемії: блідість, стомлюваність, задишка, і потенціал для серцевої недостатності. Хронічний гемоліз призводить до збільшення екскреції білірубіну в жовчних шляхах, що своєю чергою, може привести до утворення каменів у жовчному міхурі.

## Класифікація
Гемолітичні анемії поділяють на спадкові та набуті.

### Спадкові
1. пов'язані з порушенням структури мембрани еритроцитів (мікросфероцитарна анемія Мінковського—Шоффара, овалоцитарна, стоматоцитоз);
2. пов'язані з дефіцитом еритроцитарних ферментів (дефіцит Г-6-ФДГ, дефіцит піруваткінази та ін.);
3. пов'язані з порушенням синтезу та структури ланцюгів глобіну (таласемії, гемоглобінопатії);

### Набуті
1. імунні гемолітичні анемії (одним з факторів запуску такого роду анемії є гепатит C);
2. гіперспленічні гемолітичні анемії;
3. пароксизмальна нічна гемоглобінурія (хвороба Маркіафави—Мікелі);
4. зумовлені механічним травмуванням еритроцитів під час протезування клапанів серця, при ДВЗ-синдромі;
5. зумовлені руйнуванням еритроцитів паразитами (малярія), впливом біологічних (грибна, зміїна отрути) і бактеріальних токсинів.

## Лікування
Через те, що будь-яка анемія це синдром якого-небудь захворювання, необхідне адекватне лікування. Встановити причину анемії. При гемолітичній анемії:
- спленектомія
- глюкокортикостероїди при автоімунних гемолітичних анеміях у середніх дозах
- імунодепресанти
- трансфузія еритроцитів при гемолітичних кризах, потрібні відмиті еритроцити, індивідуально підібрані
- при підвищенні рівня заліза необхідно його зменшити